# Кайрат (футбольный клуб, Москва)
«Кайра́т» — российский профессиональный футбольный клуб из Москвы, являвшийся фарм-клубом казахстанского «Кайрата». В сезоне 2021/22 выступал во Втором дивизионе ФНЛ.

## История
Зимой 2021 года казахстанский бизнесмен и владелец алматинского «Кайрата» Кайрат Боранбаев объявил о планах создать дополнительную молодёжную команду, которая базировалась бы в столице России Москве. Основной задачей нового клуба, по словам Боранбаева, стало бы предоставление игровой практики воспитанникам академии клуба, а также молодым российским игрокам.
Изначальным местом базирования команды планировалось сделать Одинцово, однако затем молодая команда была перевезена в Красногорск. 16 июня 2021 года было официально сообщено об успешном прохождении «Кайратом» процедуры лицензирования для участия в турнире Второго дивизиона ФНЛ.
Казахстанские футболисты, как представляющие Евразийский союз, не считаются легионерами в профессиональных лигах России. Согласно регламенту, как минимум восемь игроков команды второго дивизиона должны иметь российское гражданство.
Главным тренером клуба был назначен Евгений Коструб. Генеральным директором команды стал россиянин Антон Чистяков, известный также по работе скаутом в московских «Спартаке» и ЦСКА. 14 июля 2021 года состоялся первый матч в истории команды — со счётом 3:0 был обыгран обнинский «Квант» в 1/256 финала Кубка России. В своей дебютной встрече в рамках Второго дивизиона ФНЛ команда 18 июля сыграла вничью с «Ленинградцем» (2:2). Первую победу в первенстве команда одержала 7 августа, обыграв в матче 4-го тура клуб «Луки-Энергия» со счётом 3:0. 18 сентября в рамках 11-го тура первенства клуб на домашнем поле уступил «Твери» со счётом 0:6, что стало крупнейшей победой в истории «Твери». В Кубке России в своём дебютном сезоне «Кайрат» дошёл до элитного раунда, в обоих матчах которого со счётом 0:3 уступил на домашней арене волгоградскому «Ротору» и грозненскому «Ахмату».
11 июня 2022 года стало известно об объединении ФК «Кайрат» Москва с ФК «Кайрат» Жастар по финансовым причинам